# CONCACAF Gold Cup 2009
De CONCACAF Gold Cup 2009 was de tiende editie van de CONCACAF Gold Cup, het voetbalkampioenschap van Noord- en Centraal-Amerika en de Caraïben. Het werd gehouden in de Verenigde Staten. De titelverdediger, de Verenigde Staten, won het toernooi in 2007 voor de vierde keer door Mexico in de finale met 2-1 te verslaan.

## Geplaatste teams
| Team                                                                      | Kwalificatie           | Aantal deelnames       |
| Noord-Amerikaanse Zone                                                    | Noord-Amerikaanse Zone | Noord-Amerikaanse Zone |
| ------------------------------------------------------------------------- | ---------------------- | ---------------------- |
| Verenigde Staten                                                          | Automatisch            | 10e – Gastland         |
| Mexico                                                                    | Automatisch            | 10e                    |
| Canada                                                                    | Automatisch            | 9e                     |
| Caribbean gekwalificeerd na deelname aan de Caribbean Championships 2008  |                        |                        |
| Jamaica                                                                   | Winnaars               | 7e                     |
| Grenada                                                                   | Verliezend finalist    | 1e                     |
| Guadeloupe                                                                | 3e plaats              | 2e                     |
| Haïti                                                                     | 5e plaats *            | 4e                     |
| Centraal-Amerika gekwalificeerd na deelname aan de UNCAF Nations Cup 2009 |                        |                        |
| Panama                                                                    | Winnaars               | 4e                     |
| Costa Rica                                                                | Finalist               | 9e                     |
| Honduras                                                                  | 3e plaats              | 9e                     |
| El Salvador                                                               | 4e plaats              | 6e                     |
| Nicaragua                                                                 | 5e plaats              | 1e                     |

Opmerking:

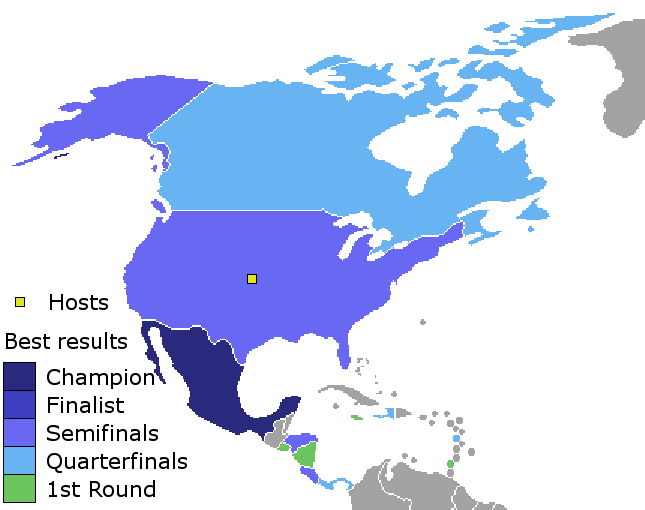
Deelnemende landen

*  Cuba trok zich terug nadat ze geen goed team konden samenstellen. Haïti en Trinidad en Tobago, 3e plaats in groep I en J, respectievelijk, als de twee hoogste geplaatste teams die zich niet hadden geplaatst voor de Gold cup werden door de CFU uitgeloot wie Cuba mocht vervangen. De loting werd gewonnen door Haïti.

## Speelsteden
De 13 speelsteden werden bekendgemaakt op 2 april 2009
| Carson                  | Seattle            | Columbus | Oakland | Washington                         |
| ----------------------- | ------------------ | --- | --- | ---------------------------------- |
| The Home Depot Center   | Qwest Field        | Columbus Crew Stadium | Oakland-Alameda County Coliseum                                                                                                  | Robert F. Kennedy Memorial Stadium |
| Capaciteit: 27.000      | Capaciteit: 67.000 | Capaciteit: 22.555 | Capaciteit: 63.026 | Capaciteit: 56.692                 |
|                         |                    | | |                                    |
| Houston                 | Miami              | · Houston Miami Carson Foxborough Chicago East Rutherford Seattle Oakland Washington DC Colombus Philadelphia Glendale Arlington | · Houston Miami Carson Foxborough Chicago East Rutherford Seattle Oakland Washington DC Colombus Philadelphia Glendale Arlington | Foxborough                         |
| Reliant Stadium         | FIU Stadium        | · Houston Miami Carson Foxborough Chicago East Rutherford Seattle Oakland Washington DC Colombus Philadelphia Glendale Arlington | · Houston Miami Carson Foxborough Chicago East Rutherford Seattle Oakland Washington DC Colombus Philadelphia Glendale Arlington | Gillette Stadium                   |
| Capaciteit: 71.500      | Capaciteit: 18.000 | · Houston Miami Carson Foxborough Chicago East Rutherford Seattle Oakland Washington DC Colombus Philadelphia Glendale Arlington | · Houston Miami Carson Foxborough Chicago East Rutherford Seattle Oakland Washington DC Colombus Philadelphia Glendale Arlington | Capaciteit: 68.756                 |
|                         |                    | · Houston Miami Carson Foxborough Chicago East Rutherford Seattle Oakland Washington DC Colombus Philadelphia Glendale Arlington | · Houston Miami Carson Foxborough Chicago East Rutherford Seattle Oakland Washington DC Colombus Philadelphia Glendale Arlington |                                    |
| Philadelphia            | Arlington          | Chicago | East Rutherford | Glendale                           |
| Lincoln Financial Field | Cowboys Stadium    | Soldier Field | Giants Stadium | University of Phoenix Stadium      |
| Capaciteit: 68.532      | Capaciteit: 80.000 | Capaciteit: 61.500 | Capaciteit: 80.242 | Capaciteit: 63.400                 |
|                         |                    | | |                                    |

## Groepsfase
De loting voor de groepsfase werd bekendgemaakt op 2 april 2009.

### Groep A
| Team        | Gsp | W | G | V | DV | DT | DS | Ptn |
| ----------- | --- | - | - | - | -- | -- | -- | --- |
| Canada      | 3   | 2 | 1 | 0 | 4  | 2  | +2 | 7   |
| Costa Rica  | 3   | 1 | 1 | 1 | 4  | 4  | 0  | 4   |
| El Salvador | 3   | 1 | 0 | 2 | 2  | 3  | –1 | 3   |
| Jamaica     | 3   | 1 | 0 | 2 | 1  | 2  | –1 | 3   |

|                                          |              |                  |         |                                                                                                  |
| 3 juli 2009 «onderlinge duels» 17:00 PDT | Canada       | 1 – 0            | Jamaica | The Home Depot Center, Carson Toeschouwers: 27.000 Scheidsrechter: T. Vaughn ( Verenigde Staten) |
| 3 juli 2009 «onderlinge duels» 17:00 PDT | A. Gerba 75' | Wedstrijdverslag |         | The Home Depot Center, Carson Toeschouwers: 27.000 Scheidsrechter: T. Vaughn ( Verenigde Staten) |

|                                          |                 |                  |                    |                                                                                           |
| 3 juli 2009 «onderlinge duels» 19:00 PDT | Costa Rica      | 1 – 2            | El Salvador        | The Home Depot Center, Carson Toeschouwers: 27.000 Scheidsrechter: B. Archundia ( Mexico) |
| 3 juli 2009 «onderlinge duels» 19:00 PDT | W. Granados 65' | Wedstrijdverslag | W. Romero 20', 87' | The Home Depot Center, Carson Toeschouwers: 27.000 Scheidsrechter: B. Archundia ( Mexico) |

|                                          |         |               |            | |
| 7 juli 2009 «onderlinge duels» 19:00 EDT | Jamaica | 0 – 1         | Costa Rica | Columbus Crew Stadium, Columbus Toeschouwers: 7.059 Scheidsrechter: J. Marrufo ( Verenigde Staten) |
| 7 juli 2009 «onderlinge duels» 19:00 EDT |         | C. Borges 64' |            | Columbus Crew Stadium, Columbus Toeschouwers: 7.059 Scheidsrechter: J. Marrufo ( Verenigde Staten) |

|                                          |              |                  |             |                                                                                         |
| 7 juli 2009 «onderlinge duels» 21:00 EDT | Canada       | 1 – 0            | El Salvador | Columbus Crew Stadium, Columbus Toeschouwers: 7.059 Scheidsrechter: R. Garcia ( Mexico) |
| 7 juli 2009 «onderlinge duels» 21:00 EDT | A. Gerba 32' | Wedstrijdverslag |             | Columbus Crew Stadium, Columbus Toeschouwers: 7.059 Scheidsrechter: R. Garcia ( Mexico) |

|                                           |                              |                  |                               |                                                                                       |
| 10 juli 2009 «onderlinge duels» 19:00 EDT | Costa Rica                   | 2 – 2            | Canada                        | FIU Stadium, Miami Toeschouwers: 17.269 Scheidsrechter: T. Vaughn ( Verenigde Staten) |
| 10 juli 2009 «onderlinge duels» 19:00 EDT | A. Herrón 23' W. Centeno 35' | Wedstrijdverslag | P. Bernier 25' M. de Jong 28' | FIU Stadium, Miami Toeschouwers: 17.269 Scheidsrechter: T. Vaughn ( Verenigde Staten) |

|                                           |             |                  |                 |                                                                                             |
| 10 juli 2009 «onderlinge duels» 21:00 EDT | El Salvador | 0 – 1            | Jamaica         | FIU Stadium, Miami Toeschouwers: 17.269 Scheidsrechter: G. Hospedales ( Trinidad en Tobago) |
| 10 juli 2009 «onderlinge duels» 21:00 EDT |             | Wedstrijdverslag | O. Cummings 69' | FIU Stadium, Miami Toeschouwers: 17.269 Scheidsrechter: G. Hospedales ( Trinidad en Tobago) |

### Groep B
| Team             | Gsp | W | G | V | DV | DT | DS  | Ptn |
| ---------------- | --- | - | - | - | -- | -- | --- | --- |
| Verenigde Staten | 3   | 2 | 1 | 0 | 8  | 2  | +6  | 7   |
| Honduras         | 3   | 2 | 0 | 1 | 5  | 2  | +3  | 6   |
| Haïti            | 3   | 1 | 1 | 1 | 4  | 3  | +1  | 4   |
| Grenada          | 3   | 0 | 0 | 3 | 0  | 10 | –10 | 0   |

|                                          |       |                  |               |                                                                                  |
| 4 juli 2009 «onderlinge duels» 16:00 PDT | Haïti | 0 – 1            | Honduras      | Qwest Field, Seattle Toeschouwers: 15.387 Scheidsrechter: M. Rodriguez ( Mexico) |
| 4 juli 2009 «onderlinge duels» 16:00 PDT |       | Wedstrijdverslag | C. Costly 76' | Qwest Field, Seattle Toeschouwers: 15.387 Scheidsrechter: M. Rodriguez ( Mexico) |

|                                          |                                                     |                  |         |                                                                                 |
| 4 juli 2009 «onderlinge duels» 18:00 PDT | Verenigde Staten                                    | 4 – 0            | Grenada | Qwest Field, Seattle Toeschouwers: 15.387 Scheidsrechter: W. Lopez ( Guatemala) |
| 4 juli 2009 «onderlinge duels» 18:00 PDT | F. Adu 7' S. Holden 31' R. Rogers 60' C. Davies 68' | Wedstrijdverslag |         | Qwest Field, Seattle Toeschouwers: 15.387 Scheidsrechter: W. Lopez ( Guatemala) |

|                                          |                             |       |         | |
| 8 juli 2009 «onderlinge duels» 19:00 EDT | Haïti                       | 2 – 0 | Grenada | Robert F. Kennedy Memorial Stadium, Washington Toeschouwers: 26.079 Scheidsrechter: R. Moreno ( Panama) |
| 8 juli 2009 «onderlinge duels» 19:00 EDT | F. Noel 14' J. Marcelin 79' |       |         | Robert F. Kennedy Memorial Stadium, Washington Toeschouwers: 26.079 Scheidsrechter: R. Moreno ( Panama) |

|                                          |                              |       |          | |
| 8 juli 2009 «onderlinge duels» 21:00 EDT | Verenigde Staten             | 2 – 0 | Honduras | Robert F. Kennedy Memorial Stadium, Washington Toeschouwers: 26.079 Scheidsrechter: C. Campbell ( Jamaica) |
| 8 juli 2009 «onderlinge duels» 21:00 EDT | S. Quaranta 75' B. Ching 79' |       |          | Robert F. Kennedy Memorial Stadium, Washington Toeschouwers: 26.079 Scheidsrechter: C. Campbell ( Jamaica) |

|                                           |                            |       |                           |                                                                                            |
| 11 juli 2009 «onderlinge duels» 19:00 EDT | Verenigde Staten           | 2 – 2 | Haïti                     | Gillette Stadium, Foxborough Toeschouwers: 24.137 Scheidsrechter: W. Quesada ( Costa Rica) |
| 11 juli 2009 «onderlinge duels» 19:00 EDT | D. Arnaud 6' S. Holden 90' |       | V. Sirin 46' M. Chery 49' | Gillette Stadium, Foxborough Toeschouwers: 24.137 Scheidsrechter: W. Quesada ( Costa Rica) |

|                                           |                                                                |       |         |                                                                                          |
| 11 juli 2009 «onderlinge duels» 21:00 EDT | Honduras                                                       | 4 – 0 | Grenada | Gillette Stadium, Foxborough Toeschouwers: 24.137 Scheidsrechter: M. Rodriquez ( Mexico) |
| 11 juli 2009 «onderlinge duels» 21:00 EDT | W. Martínez 2' R. Espinoza 25' M. Valladares 56' C. Costly 67' |       |         | Gillette Stadium, Foxborough Toeschouwers: 24.137 Scheidsrechter: M. Rodriquez ( Mexico) |

### Groep C
| Team       | Gsp | W | G | V | DV | DT | DS | Ptn |
| ---------- | --- | - | - | - | -- | -- | -- | --- |
| Mexico     | 3   | 2 | 1 | 0 | 5  | 1  | +4 | 7   |
| Guadeloupe | 3   | 2 | 0 | 1 | 4  | 3  | +1 | 6   |
| Panama     | 3   | 1 | 1 | 1 | 6  | 3  | +3 | 4   |
| Nicaragua  | 3   | 0 | 0 | 3 | 0  | 8  | –8 | 0   |

|                       |                 |       |                               | |
| 5 juli 2009 14:00 PDT | Panama          | 1 – 2 | Guadeloupe                    | Oakland-Alameda County Coliseum, Oakland Toeschouwers: 32.700 Scheidsrechter: N. Brizan ( Trinidad en Tobago) |
| 5 juli 2009 14:00 PDT | N. Barahona 68' |       | L. Loval 32' D. Fleurival 42' | Oakland-Alameda County Coliseum, Oakland Toeschouwers: 32.700 Scheidsrechter: N. Brizan ( Trinidad en Tobago) |

|                                          |           |                               |        |                                                                                                 |
| 5 juli 2009 «onderlinge duels» 16:00 PDT | Nicaragua | 0 – 2                         | Mexico | Oakland-Alameda County Coliseum, Oakland Toeschouwers: 32.700 Scheidsrechter: P. Ward ( Canada) |
| 5 juli 2009 «onderlinge duels» 16:00 PDT |           | L. Noriega 45' P. Barrera 86' |        | Oakland-Alameda County Coliseum, Oakland Toeschouwers: 32.700 Scheidsrechter: P. Ward ( Canada) |

|                       |                            |       |           |                                                                                      |
| 9 juli 2009 19:00 CDT | Guadeloupe                 | 2 – 0 | Nicaragua | Reliant Stadium, Houston Toeschouwers: 47.713 Scheidsrechter: O. Moncada ( Honduras) |
| 9 juli 2009 19:00 CDT | S. Auvray 57' L. Gotin 59' |       |           | Reliant Stadium, Houston Toeschouwers: 47.713 Scheidsrechter: O. Moncada ( Honduras) |

|                                          |              |       |              |                                                                                           |
| 9 juli 2009 «onderlinge duels» 21:00 CDT | Mexico       | 1 – 1 | Panama       | Reliant Stadium, Houston Toeschouwers: 47.713 Scheidsrechter: Joel Aguilar ( El Salvador) |
| 9 juli 2009 «onderlinge duels» 21:00 CDT | M. Sabah 10' |       | B. Pérez 29' | Reliant Stadium, Houston Toeschouwers: 47.713 Scheidsrechter: Joel Aguilar ( El Salvador) |

|                                           |                                             |       |           | |
| 12 juli 2009 «onderlinge duels» 14:00 PDT | Panama                                      | 4 – 0 | Nicaragua | University of Phoenix Stadium, Glendale Toeschouwers: 23.876 Scheidsrechter: J. Pineda ( Honduras) |
| 12 juli 2009 «onderlinge duels» 14:00 PDT | B. Pérez 35' G. Gómez 56' L. Tejada 76' 88' |       |           | University of Phoenix Stadium, Glendale Toeschouwers: 23.876 Scheidsrechter: J. Pineda ( Honduras) |

|                        |                             |       |            | |
| 12 juli 2009 16:00 PDT | Mexico                      | 2 – 0 | Guadeloupe | University of Phoenix Stadium, Glendale Toeschouwers: 23.876 Scheidsrechter: N. Brizan ( Trinidad en Tobago) |
| 12 juli 2009 16:00 PDT | G. Torrada 42' M. Sabah 85' |       |            | University of Phoenix Stadium, Glendale Toeschouwers: 23.876 Scheidsrechter: N. Brizan ( Trinidad en Tobago) |

### Nummers 3
| Grp | Team    | Gsp | W | G | V | DV | DT | DS | Pnt |
| --- | ------- | --- | - | - | - | -- | -- | -- | --- |
| C   | Panama  | 3   | 1 | 1 | 1 | 6  | 3  | +3 | 4   |
| B   | Haïti   | 3   | 1 | 1 | 1 | 4  | 3  | +1 | 4   |
| A   | Jamaica | 3   | 1 | 0 | 2 | 1  | 2  | −1 | 3   |

## Knock-outfase
|  | kwartfinale                 | kwartfinale            |                         |       | halve finale | halve finale |  |  | finale | finale |
|  |                             |                        |                         |       |              |              |  |  |        |        |
|  |                             |                        |                         |       |              |              |  |  |        |        |
|  | 18 juli 2009 – Philadelphia |                        |                         |       |              |              |  |  |        |        |
|  |                             |                        |                         |       |              |              |  |  |        |        |
|  | Canada                      | 0                      |                         |       |              |              |  |  |        |        |
|  | Canada                      | 0                      | 23 juli 2009 – Chicago  |       |              |              |  |  |        |        |
|  | Honduras                    | 1                      |                         |       |              |              |  |  |        |        |
|  | Honduras                    | 1                      | Honduras                | 0     |              |              |  |  |        |        |
|  | 18 juli 2009 – Philadelphia |                        | Honduras                | 0     |              |              |  |  |        |        |
|  |                             | Verenigde Staten       | 2                       |       |              |              |  |  |        |        |
|  | Verenigde Staten            | Verenigde Staten       | 2                       | 2     |              |              |  |  |        |        |
|  | Verenigde Staten            |                        | 26 juli 2009 – New York | 2     |              |              |  |  |        |        |
|  | Panama                      | 1                      |                         |       |              |              |  |  |        |        |
|  | Panama                      | 1                      | Verenigde Staten        | 0     |              |              |  |  |        |        |
|  | 19 juli 2009 – Arlington    |                        | Verenigde Staten        | 0     |              |              |  |  |        |        |
|  |                             | Mexico                 | 5                       |       |              |              |  |  |        |        |
|  | Guadeloupe                  | Mexico                 | 5                       | 1     |              |              |  |  |        |        |
|  | Guadeloupe                  | 23 juli 2009 – Chicago |                         | 1     |              |              |  |  |        |        |
|  | Costa Rica                  | 5                      |                         |       |              |              |  |  |        |        |
|  | Costa Rica                  | 5                      | Costa Rica              | 1 (3) |              |              |  |  |        |        |
|  | 19 juli 2009 – Arlington    |                        | Costa Rica              | 1 (3) |              |              |  |  |        |        |
|  |                             | Mexico                 | 1 (5)                   |       |              |              |  |  |        |        |
|  | Mexico                      | Mexico                 | 1 (5)                   | 4     |              |              |  |  |        |        |
|  | Mexico                      |                        |                         | 4     |              |              |  |  |        |        |
|  | Haïti                       | 0                      |                         |       |              |              |  |  |        |        |
|  | Haïti                       | 0                      |                         |       |              |              |  |  |        |        |

### Kwartfinale
|                                             |        |                  |                     | |
| 18 juli 2009 «onderlinge duels» 17:00 UTC−4 | Canada | 0 – 1            | Honduras            | Lincoln Financial Field, Philadelphia Toeschouwers: 31.087 Scheidsrechter: Joel Aguilar ( El Salvador) |
| 18 juli 2009 «onderlinge duels» 17:00 UTC−4 |        | Wedstrijdverslag | 36' (pen.) Martínez | Lincoln Financial Field, Philadelphia Toeschouwers: 31.087 Scheidsrechter: Joel Aguilar ( El Salvador) |

|                                             |                                  |                  |           | |
| 18 juli 2009 «onderlinge duels» 20:00 UTC−4 | Verenigde Staten                 | 2 – 1            | Panama    | Lincoln Financial Field, Philadelphia Toeschouwers: 31.087 Scheidsrechter: Benito Archundia ( Mexico) |
| 18 juli 2009 «onderlinge duels» 20:00 UTC−4 | Beckerman 49' Cooper 106' (pen.) | Wedstrijdverslag | 45' Pérez | Lincoln Financial Field, Philadelphia Toeschouwers: 31.087 Scheidsrechter: Benito Archundia ( Mexico) |

|                          |              |                  |                                                   |                                                                                         |
| 19 juli 2009 15:00 UTC−5 | Guadeloupe   | 1 – 5            | Costa Rica                                        | Cowboys Stadium, Arlington Toeschouwers: 82.252 Scheidsrechter: Jose Pineda ( Honduras) |
| 19 juli 2009 15:00 UTC−5 | Alphonse 64' | Wedstrijdverslag | 3' Borges 16', 71' Saborío 47' Herrón 89' Herrera | Cowboys Stadium, Arlington Toeschouwers: 82.252 Scheidsrechter: Jose Pineda ( Honduras) |

|                                             |                                           |                  |       |                                                                                              |
| 19 juli 2009 «onderlinge duels» 18:00 UTC−5 | Mexico                                    | 4 – 0            | Haïti | Cowboys Stadium, Arlington Toeschouwers: 82.252 Scheidsrechter: Courtney Campbell ( Jamaica) |
| 19 juli 2009 «onderlinge duels» 18:00 UTC−5 | Sabah 23', 63' dos Santos 42' Barrera 83' | Wedstrijdverslag |       | Cowboys Stadium, Arlington Toeschouwers: 82.252 Scheidsrechter: Courtney Campbell ( Jamaica) |

### Halve finales
|                                               |          |                  |                        |                                                                                          |
| 23 juli 2009 «onderlinge duels» 18:00 (UTC−5) | Honduras | 0 – 2            | Verenigde Staten       | Soldier Field, Chicago Toeschouwers: 55.173 Scheidsrechter: Courtney Campbell ( Jamaica) |
| 23 juli 2009 «onderlinge duels» 18:00 (UTC−5) |          | Wedstrijdverslag | 45' Goodson 90' Cooper | Soldier Field, Chicago Toeschouwers: 55.173 Scheidsrechter: Courtney Campbell ( Jamaica) |

|                                               |               |                  |            |                                                                                      |
| 23 juli 2009 «onderlinge duels» 21:00 (UTC−5) | Costa Rica    | 1 – 1 (nv)       | Mexico     | Soldier Field, Chicago Toeschouwers: 55.173 Scheidsrechter: Roberto Moreno ( Panama) |
| 23 juli 2009 «onderlinge duels» 21:00 (UTC−5) | Ledezma 90+3' | Wedstrijdverslag | 88' Franco | Soldier Field, Chicago Toeschouwers: 55.173 Scheidsrechter: Roberto Moreno ( Panama) |

|                               |       | strafschoppen                         |  |
| Saborío Borges Ledezma Oviedo | 3 – 5 | Franco Dos Santos Torrado Juárez Vela |  |

### Finale
|                                               |                  |                  |                                                                  |                                                                                                   |
| 26 juli 2009 «onderlinge duels» 15:00 (UTC−4) | Verenigde Staten | 0 – 5            | Mexico                                                           | Giants Stadium, East Rutherford Toeschouwers: 79.156 Scheidsrechter: Courtney Campbell ( Jamaica) |
| 26 juli 2009 «onderlinge duels» 15:00 (UTC−4) |                  | Wedstrijdverslag | 56' (pen.) Torrado 62' dos Santos 67' Vela 79' Castro 90' Franco | Giants Stadium, East Rutherford Toeschouwers: 79.156 Scheidsrechter: Courtney Campbell ( Jamaica) |

| CONCACAF Gold Cup Winnaar 2009 |
| ------------------------------ |
| MEXICO 5de titel               |

## Doelpuntenmakers
4 doelpunten
- Miguel Sabah

3 doelpunten
- Blas Pérez

2 doelpunten
- Ali Gerba
- Celso Borges
- Andy Herron
- Álvaro Saborío
- Osael Romero

- Carlo Costly
- Walter Martínez
- Gerardo Torrado
- Giovani dos Santos
- Pablo Barrera

- Guillermo Franco
- Luis Tejada
- Kenny Cooper
- Stuart Holden

1 doelpunt
- Patrice Bernier
- Marcel de Jong
- Walter Centeno
- Warren Granados
- Pablo Herrera
- Froylán Ledezma
- Alexandre Alphonse
- Stéphane Auvray
- David Fleurival
- Ludovic Gotin
- Loïc Loval

- Mones Chéry
- James Marcelin
- Fabrice Noël
- Vaniel Sirin
- Roger Espinoza
- Melvin Valladares
- Omar Cummings
- José Antonio Castro
- Luis Miguel Noriega
- Carlos Vela

- Nelson Barahona
- Gabriel Enrique Gómez
- Freddy Adu
- Davy Arnaud
- Kyle Beckerman
- Brian Ching
- Charlie Davies
- Clarence Goodson
- Santino Quaranta
- Robbie Rogers